# Verlorene Siege
Verlorene Siege ist ein 1955 im Athenäum Verlag erschienener Memoirenband des ehemaligen Generalfeldmarschalls Erich von Mansteins und zählt zu den apologetischen Generalsmemoiren. Mit einer Auflage von 30.000 Exemplaren und zahlreichen Neuauflagen war er von nachhaltigem Einfluss auf die westdeutsche Militärgeschichtsschreibung. Hierdurch beeinflusste er direkt und indirekt die retrospektive Wahrnehmung von Ereignissen an der deutschen Ostfront während des Zweiten Weltkriegs innerhalb der westdeutschen Bevölkerung und förderte den Mythos der sauberen Wehrmacht.

## Entstehung

### Autor
Fritz Erich von Lewinski, genannt von Manstein, war ein Berufsoffizier, der im Zweiten Weltkrieg den Rang eines Generalfeldmarschalls erreicht hatte. Nach dem Kriegsende war er Mitverfasser der Denkschrift der Generäle, zur Verteidigung der Wehrmachtsführung vor Gericht (Nürnberger Prozesse) und der Öffentlichkeit (Mythos der sauberen Wehrmacht). 1949 war er im Manstein-Prozess wegen Kriegsverbrechen verurteilt worden.

### Entstehung
An seinen als „Verlorene Siege“ betitelten Memoiren hatte Manstein während seiner Kriegsgefangenschaft, im Kampf gegen die alliierten Kriegsverbrecherprozesse und während seiner Haftstrafe gearbeitet.
Das Buch hat der Autor seinem im Zweiten Weltkrieg gefallenen Sohn, Gero von Manstein, und allen „für Deutschland gefallenen Kameraden“ gewidmet.

## Inhalt
Manstein's Werk hat gebunden einschließlich Registern 664 Seiten. Diese sind in drei Hauptkapitel unterteilt: Kapitel I - Der Feldzug in Polen - (55 Seiten), Kapitel II - Der Westfeldzug 1940 - (105 Seiten) und Kapitel III - (448) Im Kampf gegen die Sowjetunion -. Danach folgen Anlagen, der militärische Werdegang des Autors, ein Kartenverzeichnis, Abkürzungen und Erläuterungen und abschließend ein Namensregister.
Der Autor leitet die Biographie mit seiner persönlichen Situation zwischen dem Jahr 1937 und 1939 ein, als er nicht mehr Mitarbeiter im Oberkommando der Wehrmacht war, sondern als Divisionskommandeur der 18. Infanterie-Division sich aus der „militärischen Zentrale“ entfernt fühlte. Er stellt dabei ausführlich dar, dass ein Angriffskrieg gegen Polen seitens der deutschen Militärführung bis ins Frühjahr 1939 nie Thema gewesen sei, da man gewusst habe, dass ein Zweifrontenkrieg folgen würde. Letztlich habe es, so seine Ausführungen bei der letzten großen Zusammenkunft von Hitler mit der militärischen Führung am 21. August 1939 keinen Hinweis darauf gegeben, dass Adolf Hitler geplant hatte Polen als Staat vollständig zu zerschlagen, noch wie mit der polnischen Bevölkerung in den folgenden Jahren verfahren werden sollte. Abschließend folgert er, dass die polnische Regierung nach dem ersten Aufmarsch an der Grenze am 26. August, der abgebrochen wurde, beim Angriff am 1. September nicht überrascht sein konnte.
Nachdem er im ersten Kapitel bereits jegliche Verantwortung der militärischen Führung für den Angriffskrieg gegen Polen und die folgenden Verbrechen in Abrede gestellt hatte. Und auch in Frage gestellt hatte, ob es sich um einen völkerrechtswidrigen Angriff auf einen unvorbereiteten Gegner gehandelt habe, liegt in den weiteren Kapiteln der Schwerpunkt auf der Beschreibung des Kriegsverlaufs und einzelner Schlachten des Zweiten Weltkrieges. Die Wehrmacht habe sich dabei bis auf wenige Einzelpersonen dem Einfluss des NS-Regimes erfolgreich widersetzt und sei vom Weltanschauungskrieg unberührt geblieben.
Großen Raum nimmt die vorteilhafte Darstellung seines eigenen Verhaltens vor Stalingrad ein. Nach seinen Ausführungen trugen fast alle Schuld an der Niederlage, nur er nicht. 
Dann schildert er seine strategisch überlegene Meisterleistung in den anschließenden Rückzugskämpfen gegen die Übermacht der Roten Armee. Das Massensterben der deutschen Soldaten glorifizierte er durch Bezüge auf Sparta.
Er schließt seine Memoiren mit einem Wort des Bedauerns. So mache ihm die Abgabe des Kommandos zu schaffen, nach dem von ihm selber nach Auseinandersetzungen mit Hitler bei diesem erbetene Abschied, da er und seine Mitarbeiter der künftigen Möglichkeit beraubt würde, dass er „fortan nicht mehr in der Lage sein würde, den Truppen die der Führung der Heeresgruppe immer vertraut hatten, weiter zu helfen.“. 
Den Kriegsverbrecherprozess gegen sich nennt er einen Akt kostspieliger Rache und „Siegerjustiz“, den Vernichtungskrieg verschleiert er und die im Prozess verhandelten Tatbestände bezeichnet er als „Kriegsnotwendigkeit“. Manstein behauptet in seinen Erinnerungen, „alle deutscherseits getroffenen Maßnahmen“ seien durch diese „Kriegsnotwendigkeit“ begründet gewesen.
Sie hätten zwar für die sowjetische Zivilbevölkerung „viel Leid und unvermeidliche Härten gebracht“, seien aber „nicht zu vergleichen mit dem, was der Bombenterror für die Zivilbevölkerung in Deutschland gebracht“ habe oder „mit dem, was später im deutschen Osten geschehen“ sei.
Antisemitismus und Verbrechen an der jüdischen Bevölkerung spricht er im Werk nicht an.

## Rezeption

### Zeitgenössische Rezeption
Das Werk wird als auflagenstärkstes Erinnerungswerk eines deutschen Generals angesehen, wobei Werke einfacherer Dienstgrade wie Die unsichtbare Flagge und … und führen, wohin du nicht willst um ein Vielfaches erfolgreicher waren.
Die westdeutschen Rezensionen in der Presse waren überwiegend positiv und offenbarten eine verbreitete Bewunderung für Manstein. Nur eine Minderheit kritisierte anfänglich die Memoiren. So thematisierte Kunrat von Hammerstein in den Frankfurter Heften 1956 Mansteins Antisemitismus anhand dessen Befehls vom 20. November 1941 und kritisierte, dass Manstein später zur Verlängerung des Krieges und damit zum Tode tausender Soldaten beigetragen habe. Der Spiegel kolportierte 1959 Gerüchte, wonach Manstein mit seinen Memoiren seine Generalskollegen gegen sich aufgebracht habe, weil er sich auf deren Kosten in den Vordergrund gespielt habe. Seine Ideen seien zwar brillant gewesen, aber seine Operationspläne hätten meistens daran gekrankt, dass mehr Divisionen benötigt wurden, als er hatte.

### Heutige Rezeption
Heute gilt das Werk als ein besonders einflussreiches Beispiel der zahlreichen apologetischen Generalsmemoiren, die den Mythos von der sauberen Wehrmacht begründeten. In seiner Dissertation zu den Memoiren führender Generäle der Wehrmacht kommt der Historiker Michael Bertram zu dem Schluss, dass Mansteins Buch Verlorene Siege, das schon bis 1961 eine Auflage von 30.000 Exemplaren erreicht hatte, nicht nur „die erfolgreichste Schrift eines Spitzenmilitärs [ist], die bis heute verlegt wird“, sondern im Mittelpunkt der Durchsetzung der „legitimatorischen Interessen führender Vertreter der Wehrmacht“ mittels Erinnerungsschriften steht. Die Memoiren seien durch „Auslassungen, Tatsachenverdrehungen und Falschdarstellungen“ geprägt. So werde das Bild der „sauberen Wehrmacht“ transportiert, das die Integration ehemaliger Spitzenmilitärs der Wehrmacht in die Bundeswehr ermöglicht habe.